# جوبت ویلیامز
جوبت ویلیامز (انگلیسی: JoBeth Williams؛ زادهٔ ۶ دسامبر ۱۹۴۸) یک هنرپیشه، و کارگردان اهل ایالات متحده آمریکا است.
از فیلم‌ها یا برنامه‌های تلویزیونی که وی در آن نقش داشته‌است می‌توان به کرامر علیه کرامر، حرکت دیوانه‌وار، پولترگایست، ایست! وگرنه مادرم شلیک می‌کند، تب استقرار، وایت ایرپ، ارواح خبیثه ۲، قربانی عشق، در سرزمین زنان، آخرین جشنواره فیلم و سال بزرگ اشاره کرد.